# Bieniów (Żary)
Bieniów (deutsch Benau, niedersorbisch Bjenow) ist ein Ort und Schulzenamt in der Landgemeinde Żary in der Woiwodschaft Lebus in Polen. 2011 lebten hier 871 Einwohner.
Der Ort erstreckt sich entlang einer Straße über mehrere Kilometer. Er liegt zehn Kilometer westlich von Żary (Sorau). Es gibt Bahnanschluss an die Strecken von Zielona Góra nach Żary. Vor dem Zweiten Weltkrieg verlief hier die Strecke von Berlin über Breslau nach Wien.

## Geschichte
Der Ort war eine slawische Siedlung. Von 1329 ist die älteste Erwähnung eines Seyfridus de Benyn (Seyfried von Benyn) erhalten. In den folgenden Jahrhunderten gab es häufig wechselnde Besitzer, aus den Familien von Pack, von Bieberstein, von Promnitz  und weiteren.
Im 19. Jahrhundert bekam Benau einen Bahnanschluss.
Seit 1945 gehört der Ort zu Polen.

## Sehenswürdigkeiten

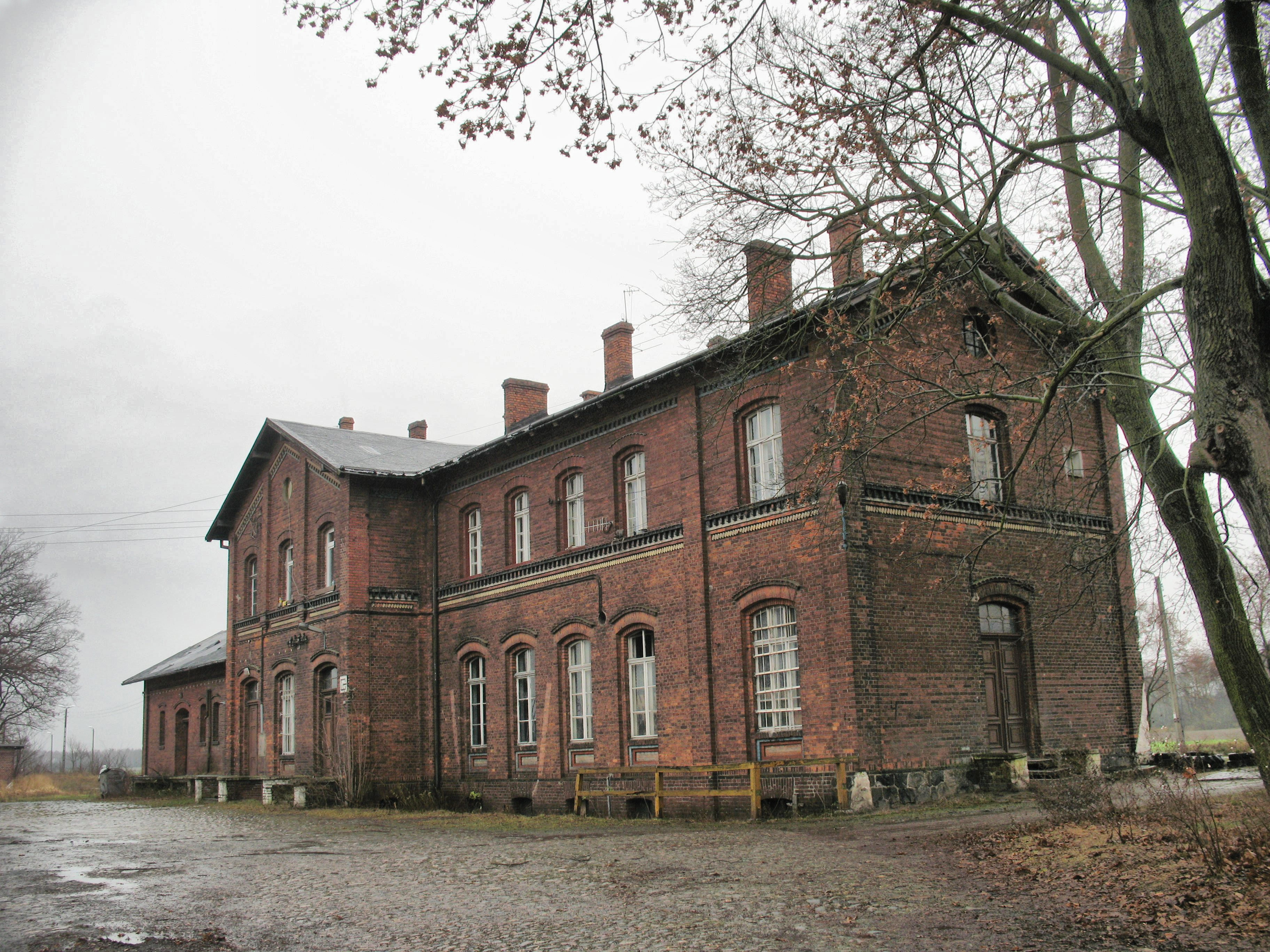
Bahnhofsgebäude

Im Register von Baudenkmälern in Polen sind  aufgeführt
- Feldsteinkirche, 13. Jahrhundert
- ehemaliges Gutshaus, um 1840, mit Gutshof
- Pfarrhaus, zweite Hälfte 18. Jahrhundert
- Wohnhaus, 1740

## Persönlichkeiten
- Friedrich Pohl (1768–1850), deutscher Agrarwissenschaftler und Hochschullehrer, wurde hier geboren
- Hans-Günther Däßler (1925–2023), deutscher Pflanzenchemiker und Immissionsforscher, wurde in Benau geboren